# 3838 Epona
A 3838 Epona (ideiglenes jelöléssel 1986 WA) egy földközeli kisbolygó. Alain Maury fedezte fel 1986. november 27-én. Nevét Epona kelta istennőről kapta.